# Први прелазни период
Први прелазни период је раздобље Старог Египта између 2181. и 2055. године п. н. е., између краја Старог и почетка Средњег краљевства. Крај Старог краљевства обележио је пад Шесте или Осме династије. Први прелазни период чине Седма, Осма, Девета, Десета и Једанаеста египатска династија (само у Теби).

## Крај Старог краљевства
Владавину Шесте египатске династије карактерише слабљење централне власти и јачање локалних владара - номарха. Разлог за то је политика Пете династије чији су владари одржавали блискији контакт са својим поданицима. Номарси су, поред права градње мастаба, од фараона добијали и земљу за верну службу. Номарси су према својим поданицима, сељацима који су радили на поклоњеном земљишту, владали као краљ над њима. Та пракса постала је уобичајена за владаре Шесте династије. Фараон Пепи II био је последњи снажан владар династије. Египат је још увек био јака и стабилна држава. Пепију се приписује владавина од 94 година. Након његове смрти Египат захватају немири и побуне. У једној од њих погинуо је краљ Ментесуфис кога је наследила краљица Нитокрис. Карактеристика периода од краја Шесте до почетка Једанаесте династије је потпуно осамостаљивање номарха.

## Седма и Осма египатска династија
Као година завршетка Старог краљевства узима се 2181. година п. н. е. тј. завршетак владавине Шесте династије. Номарси су својим областима управљали самостално иако је у Мемфису номинално постојала владарска династија. За седму династију Манетон наводи да ју је чинило 70 Мемфита (високих чиновника Мемфиса) који су владали по један дан (дакле 70 дана 2181. године п. н. е.). По другим изворима, династију је чинило пет краљева са укупном владавином од 75 година. За Осму династију Манетон наводи да ју је чинило 27 краљева са укупном владавином од 146 година. Абидоски попис краљева бележи имена фараона између Шесте и Једанаесте династије, али их не сврстава у династије. Торински канон је оштећен на том месту.

## Хераклеополис
Током владавине Седме и Осме египатске династије централна власт престала је да постоји. Мемфис је изгубио значај, а већи углед добио је град Хераклеополис. Налазио се на око 40 км узводно од Мемфиса. Град је био древнији од Мемфиса. У Библији се јавља као Ханес/Хенес. Моћни номарси Хераклеополиса уздигли су се на титулу краља. Оснивач Девете династије је, према Манетону, био Ахтои. За њега Манетон наводи да је био најокрутнији владар у историји Египта те да је живот завршио у виду етичке казне - растрган од крокодила. Ахтои је владао номама југа и неким номама Делте. По Манетону је 19 краљева из Девете династије владало Египтом. Исти број владара приписује и Десетој династији. Ахтоиови наследници покорили су Мемфис и прикључили га својој држави.

## Успон Тебе
Главни отпор Хераклеополису пружали су номарси Тебе. Борбе између ова два града трајале су током читавог постојања Девете и Десете династије. Једино су Теба и Хераклеополис имали довољно снаге за поновно уједињење Египта. Међутим, оба града су ту част желели за себе. Тебански монарси Антефи и Ментухотепи започели су ту борбу. Почели су водити самосталну политику не исказујући верност краљевима у Хераклеополису. Након сламања отпора града Сиута, усмерили су пажњу ка сламању моћи краљева Хераклеополиса. Номарх Интеф Старији прогласио се "добрим богом, господарем обе земље" оснивајући Једанаесту египатску династију. Постојање Једанаесте династије паралелно је са постојањем Десете династије. Десета династија престала је постојати након победе тебанског краља Ментухотепа II над хераклеополиским краљем Мерикаром. У Египту је наступио нови период, у историји познат под називом "Средње краљевство". 